# ميدياست
ميدياست س.ب.ا والمعروفة باسم مجموعة ميدياسيت وهي شركة مقرها إيطاليا تختص بوسائل الاعلام وتعد أكبر محطة بث تجارية في البلاد. تأسست في السبعينات من قبل رئيس الوزراء الإيطالي سيلفيو برلسكوني والذي لا يزال يسيطر اليوم على حصة 38.6 ٪ من خلال شركته القابضة العائلية فينينفيست. تتنافس المجموعة في المقام الأول مع هيئة الإذاعة راي ونيوز كوربوريشن سكاي إيتاليا.